# Isidore Bertheaume
Isidore Bertheaume (* um 1751 in Paris; † am 19. oder 20. März 1802 in Sankt Petersburg) war ein  französischer Geiger und Komponist. 

## Leben
Isidore Bertheaume war der Neffe und Schüler des Geigers Jacques Lemière l’aîné († 1771) und galt als Wunderkind, dessen Aufführungen seiner eigenen Werke und der von Pierre Gaviniès, Antonio Lolli und Felice Giardini in den Jahren 1761 bis 1769 bei 19 Auftritten im Concert Spirituel Aufsehen erregten. Dort war er lange Zeit ein Lieblingssolist und trat nach einer längeren Pause zwischen 1775 und 1790, dem Jahr, in dem die Konzertserie endete, weitere 31 Mal auf. 1767 wurde er Mitglied des Orchesters der Académie royale de musique und veröffentlichte 1769 sein Op.1, das der Herzogin von Villeroy gewidmet war. Er war auch Leiter des Concert d’Emulation (1786) und der Opéra-Comique (1788) und er spielte von 1787 bis 1790 bei Konzerten der Société académique des Enfants d’Apollon. Von 1789 bis 1791 war er Dirigent und mit Joseph Legros Co-Direktor des Concert Spirituel. Diese Aktivitäten wurden durch die aufkeimende Revolution jäh unterbrochen und Bertheaume floh 1791 mit seinem Neffen und Schüler Charles-Philippe Lafont (1781–1839) nach Deutschland. Dort spielte er an mehreren Adelshöfen, bis ihn der regierende Herzog Peter I. von Oldenburg und Fürstbischof von Lübeck 1793 zum Konzertmeister am Hof von Eutin ernannte. In diesem Amt blieb er bis 1801, danach reiste er über Kopenhagen und Stockholm nach Sankt Petersburg, wo er kurzzeitig eine Position als Leiter des Hoforchesters des Zaren Alexander I. innehatte.
Bertheaume war in Paris ein Rivale von Giovanni Battista Viotti und galt als herausragender Virtuose, wenn auch nicht ganz von Viottis Kaliber. Seine Kompositionen sind ideal für die Geige geschrieben und wurden von seinen Zeitgenossen sehr positiv bewertet. Nach der Aufführung seiner zwei Symphonies Concertantes im Jahr 1786 berichtete der Kritiker vom Mercure de France, dass das Publikum sowohl die Komposition als auch deren Interpretation von dem Komponisten und seinem Schüler Jean-Jacques Grasset sehr gut aufgenommen habe. Seine Konzerte sind recht einfach aufgebaut, ermöglichen jedoch eine umfassende Darstellung der Virtuosität des Solisten. Die Sonate Op. 2, komponiert „dans le style de Lolly“, und die zweite Sonate von Op. 4 zeichnen sich, zu diesem späten Zeitpunkt eher unüblich, durch die Verwendung der Scordatura aus. Zu seinen Schülern gehörten neben Lafont und Grasset auch Antonio Bartolomeo Bruni und Antoine Lacroix (1756–1806).